# Helefanikha (Gunungsitoli Idanoi)
Helefanikha is een bestuurslaag in het regentschap Gunungsitoli van de provincie Noord-Sumatra, Indonesië. Helefanikha telt 569 inwoners (volkstelling 2010).